# Prerijski sljez
Prerijski sljez (lat. Sidalcea),  Rod trajnica iz porodice sljezovke (Malvaceae). Rod je raširen po zapadnim predjelima Sjeverne Amerike

## Vrste
1. Sidalcea asprella Greene
2. Sidalcea calycosa M.E.Jones
3. Sidalcea campestris Greene
4. Sidalcea candida A.Gray
5. Sidalcea celata (Jeps.) S.R.Hill
6. Sidalcea covillei Greene
7. Sidalcea cusickii Piper
8. Sidalcea diploscypha (Torr. & A.Gray) A.Gray ex Benth.
9. Sidalcea elegans Greene
10. Sidalcea gigantea G.Clifton, R.E.Buck & S.R.Hill
11. Sidalcea glaucescens Greene
12. Sidalcea hartwegii A.Gray ex Benth.
13. Sidalcea hendersonii S.Watson
14. Sidalcea hickmanii Greene
15. Sidalcea hirsuta A.Gray
16. Sidalcea hirtipes C.L.Hitchc.
17. Sidalcea keckii Wiggins
18. Sidalcea malachroides (Hook. & Arn.) A.Gray
19. Sidalcea malviflora (DC.) A.Gray
20. Sidalcea multifida Greene
21. Sidalcea nelsoniana Piper
22. Sidalcea neomexicana A.Gray
23. Sidalcea oregana (Nutt.) A.Gray
24. Sidalcea pedata A.Gray
25. Sidalcea ranunculacea Greene
26. Sidalcea reptans Greene
27. Sidalcea robusta A.Heller
28. Sidalcea setosa C.L.Hitchc.
29. Sidalcea sparsifolia (C.L.Hitchc.) S.R.Hill
30. Sidalcea stipularis J.T.Howell & G.H.True
31. Sidalcea virgata Howell